# A River Runs Through It
A River Runs Through It (bra: Nada É para Sempre; prt: Duas Vidas e o Rio) é um filme estadunidense de 1992 dirigido por Robert Redford. Baseado em livro de Norman Maclean.

## Sinopse
Início do século XX, Missoula, Montana. A família MacLean é comandada pelo reverendo MacLean (Tom Skerrit) e sua amada esposa (Brenda Blethyn). Apesar de ser rígido na educação de seus filhos, Norman (Craig Sheffer) e Paul (Brad Pitt), também os encoraja. Entre o reverendo e os filhos sempre houve o hábito de pescar, na verdade não havia uma clara linha que dividisse religião de pescaria. Norman e Paul não foram para a 1ª Guerra Mundial e, logo após o fim do conflito, Norman deixou Missoula e foi para a faculdade, onde descobriu que gostava de lecionar. Já Paul ficou trabalhando como repórter na sua cidade, pois gostava de se divertir, beber e jogar e nunca sentiu interesse em se envolver com o estudo acadêmico. Ao voltar para Missoula, Norman espera uma resposta para um emprego de professor e neste meio tempo se apaixona por Jessie Burns (Emily Lloyd). As diferenças entre ele e Paul ficam mais evidentes e, apesar de gostar da boêmia, Paul se mostra um bom pescador.

## Elenco
- Craig Sheffer .... Norman Maclean
- Brad Pitt .... Paul Maclean
- Tom Skerritt .... Reverendo Maclean
- Brenda Blethyn .... Sra. Maclean
- Emily Lloyd .... Jessie Burns
- Stephen Shellen .... Neal Burns
- Nicole Burdette .... Mabel
- Susan Traylor .... Rawhide
- Michael Cudlitz .... Chub
- Rob Cox .... Conroy
- Buck Simmonds .... Humph
- Fred Oakland .... Sr. Burns
- David Creamer .... Ken Burns
- Madonna Reubens .... Tia Sally
- John Reubens .... Tio Jimmy
- Caleb Schiff .... Paul Maclean - jovem
- Vann Gravage .... Paul Maclean - jovem
- Joseph Gordon-Levitt .... Norman Maclean - jovem
- Arnold Richardson .... Norman Maclean - velho
- Robert Redford .... Narrador - voz

## Principais prêmios e indicações
Oscar
- Venceu na categoria de Melhor Fotografia, além de ter sido indicado nas categorias de Melhor Roteiro Adaptado e Melhor Trilha Sonora.

Globo de Ouro
- Recebeu uma indicação de Melhor Diretor.

Grammy
- Recebeu uma indicação ao Grammy de Melhor Composição Instrumental - Cinema/TV.